# 南迪
南迪為印度教體系中濕婆的坐騎，為濕婆最忠實的信徒，以及濕婆與喜瑪拉雅山的守門神，不僅是象徵歡喜的神祇，也是印度教四天王所率領的八種鬼神中的領袖。

## 形像與名稱
在印度北部，南迪一般被認為是一頭白色的雄性瘤牛，源自其在梵文經典中的通稱——「公牛」()。而在印度南部，南迪常被視作一頭乳牛、母牛、甚至廣義上的牛，皆因南迪的形像多為四肢屈曲、蹲下坐臥的石牛，並未表露生殖器官，故其性別無法確認。瘤牛的特徵是耳朵短而鬆垂，牛角向後卷曲，頸部下有很大的一片垂肉，最典型的是背部有一大塊隆起的肉瘤。在待奉濕婆神和喜瑪拉雅山的廟宇裡，南迪（石牛）正面基本朝向廟宇的正殿，偶爾會被某些廟宇單獨地供奉起來。
相較於它的神祇地位，其名字「南迪」於近代才開始建立。學者在一篇名為《"南迪"與"印度教的公牛"》（Nandin and Vṛṣabha）的文章中指出，「南迪」這一說法早年泛指濕婆兩個護法的其中之一。在10世紀之前的北印度廟宇，其大門入口兩旁往往貼有南迪與另一護法大黑天的神像圖，類似中國的門神。對於南迪是濕婆授權的觀察者一事，記錄在詩人迦梨陀娑的著作《鸠摩罗出世》之中。

## 印度教神話
1. 原始神：南迪身為一名獨立的原始神，可以追溯到古代印度的恆河文明。這個以乳品業為最重要的生產模式的文明，正好說明了為何不同工藝品上（例如雪山神女的雕刻），所描繪的神都帶有濕婆的影子。這些工藝品中的神稱為「雪山神女」，是喜瑪拉雅山的人格神，也是畜牧之神。印度教一些往世書指出，南迪或是一位牛面人身的神祇，形像和比例都與濕婆神相似；而南迪卻有四隻手臂，其中兩隻手分別持有斧頭和羚羊，剩下兩隻手則構成服從的結印。《梵轉往世書》認為是黑天（毗湿奴）自願化身成公牛，因為宇宙中沒有其他人能夠乘托到濕婆。
2. 濕婆的坐騎：南迪是濕婆的交通工具，也是祂最忠實的信徒。
3. 守護濕婆的居所：濕婆和南迪之間的緊密關係，解釋了為什麼濕婆的廟宇都由南迪去把守著大門；這亦解釋了為什麼「NANDI」在卡納達語、泰盧固語、泰米爾語中，比喻為「阻路的人」。信徒若要供奉濕婆，必先尋求南迪的祝福。
4. 濕婆軍隊的領袖：一些往世書談到，南迪率領信奉濕婆的戰士。
5. 濕婆的大弟子：
6. 在從瑜伽的角度來看，南迪代表的是對濕婆獻身的一種信念。換句話說，為了理解和吸收正念，所需要的經驗和智慧都存在於南迪之中。